# Redform Design Studio

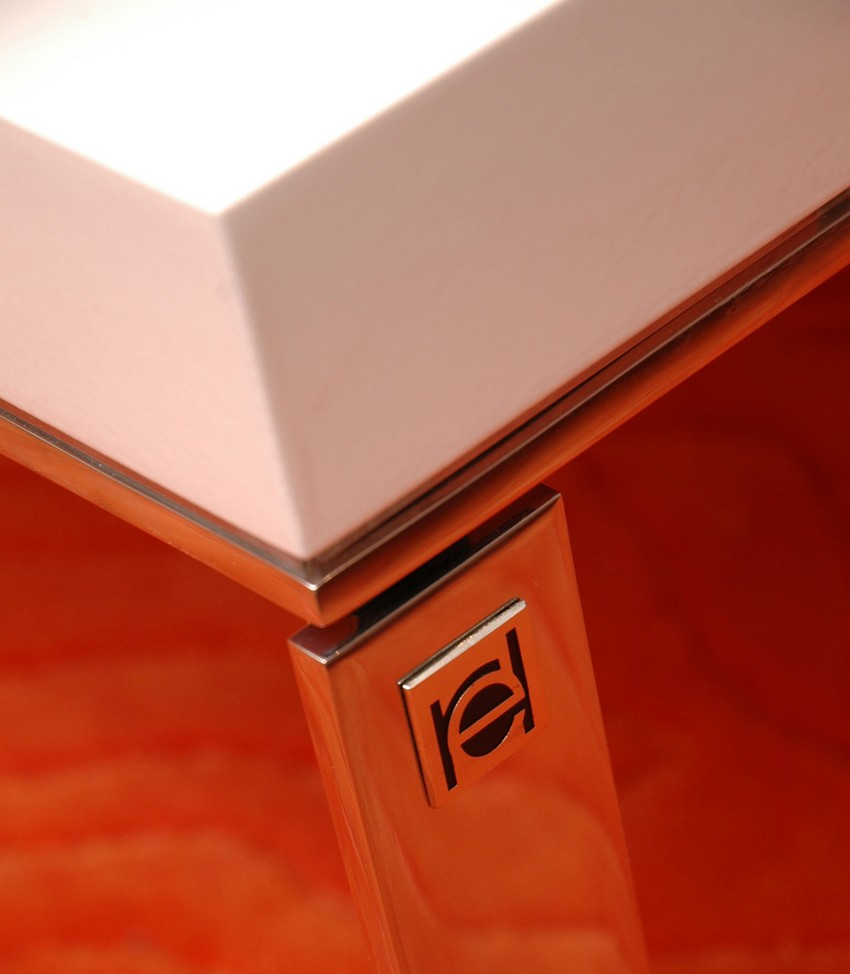
Asztal redform logóval

A Redform Design Stúdiót 1996-ban alapította Veres Péter belsőépítész, bútortervező művész és Veres Gábor faipari mérnök, formatervező művész Budapesten. Céljukként tűzték ki, hogy az általuk tervezett terekbe különlegesen egyedi bútorokat is tervezzenek és ezeket a tárgyakat világszínvonalon készítsék el saját üzemükben.
"Veres Péter munkáit több éve figyelem - azóta, hogy egy gömbölyded, vörös-sárgászöld, a hatvanas évek formavilágát megidéző fröccsöntött bútora valósággal megdöbbentett. Ezt hamarosan újabbak követték, köztük a Cyrano-Cosmo étterem, Budapest egyik különlegességének berendezése, mely már-már fülledt, decens hangulatot közvetít. (Az elmúlt öt évben tervei szerint háromszor is átalakították az éttermet.) Hogy mi a közös ezekben a munkákban? A stílusos, összetéveszthetetlen megjelenés, a minőségi alapanyagok és a legapróbb részletek alapos kidolgozottsága. Megismerve Veres Péter és a -bátyjával, Veres Gáborral közösen vezetett - Redform Stúdió munkáinak széles, izgalmas, sajátos karaktert képviselő palettáját, biztosan állíthatom: egy nagy ívű márkaépítés tanúi lehetünk."

## Történet

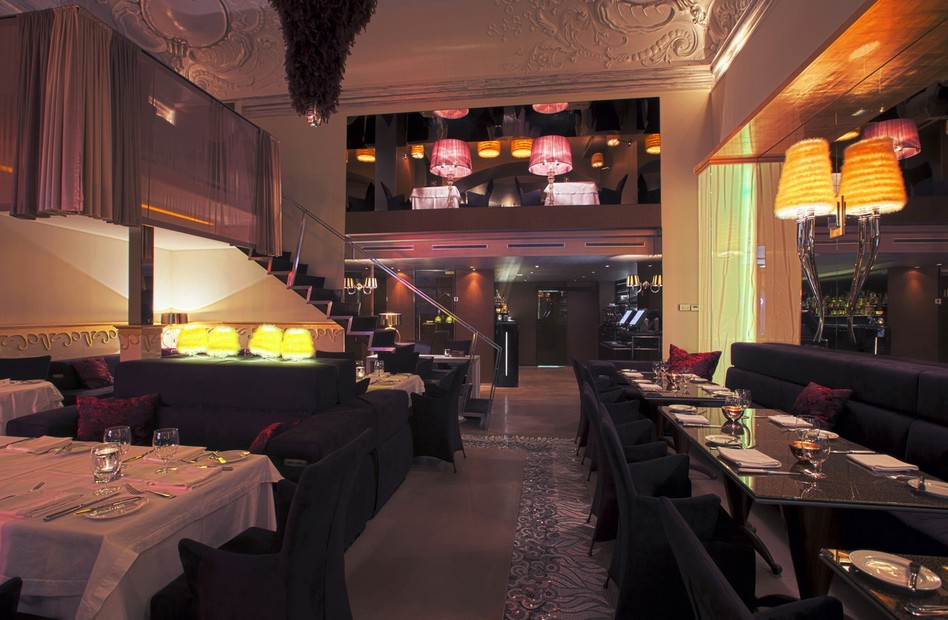
Cyrano étteremből egy részlet

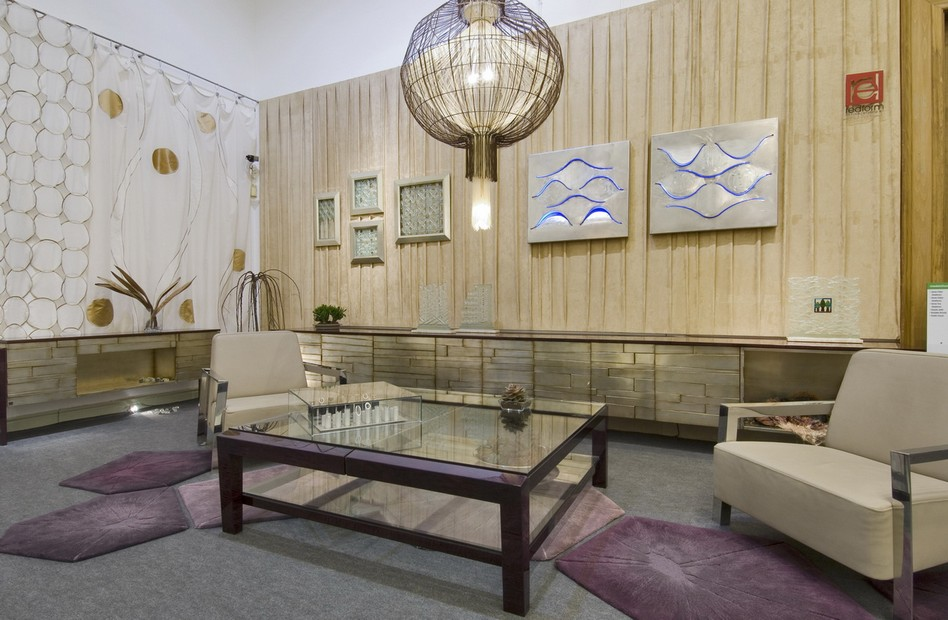
Redform Design Studio által tervezett és kivitelezett különleges nappali

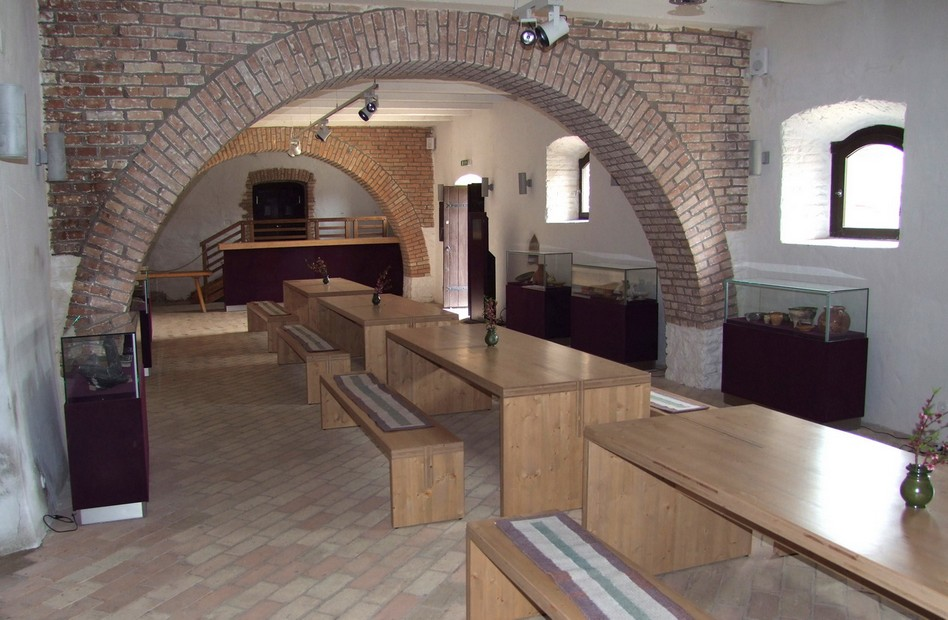
Sümegi vár egyik bemutatóterme

Veres Péter a rendszerváltás hajnalán végezte tanulmányait a Magyar Iparművészeti Főiskolán (ma MOME). Iskolai terveit szerette volna megvalósítani, de a kivitelezésre alkalmas gyárak sorra szűntek meg, vagy nem voltak képesek az általa elvárt színvonalon kivitelezni. Testvére Veres Gábor korábban a Videoton formatervező osztály modellező üzemét vezette, majd építésvezetőként dolgozott egy belsőépítészeti kivitelező cégnél. 1996-ban gépeket vásároltak, s elkezdték készíteni egyedi bútoraikat. Idővel létrehoztak egy 460 m²-es kivitelező üzemet, mely alkalmas ékszer minőségű, különleges bútorok, speciális tárgyak kivitelezésére.
„Mára a családnévből alkotott Redform Design Stúdió elmondhatja magáról, hogy az egyetlen bútortervező vállalkozás az országban, amely – mint egy manufaktúra – a tervezéstől a kivitelezésig minden munkafázist maga végez tervező- és asztalosműhelyében. Legtöbbször egy-két darab készül bútoraikból, amelyeket hosszas előkészítés, kísérletezés előz meg. A kivitelezés folyamata alatt pedig tovább alakul, tökéletesedik a mű, valahogy úgy, ahogy a szobrász is az utolsó pillanatig formálja alkotásait. Ettől válnak igazán különlegessé, egyedivé tárgyaik. Szellemiségükben, megjelenésükben is különböznek bármi mástól, ahol szétválik tervezés és kivitelezés.”

A készülő alkotásaikat az első gondolattól az utolsó mozzanatig felügyelik, tökéletesítik.
„Munkáik között egyaránt szerepelnek irodák, bankok, üzletek, éttermek, családi házak és lakások belső építészeti tervei, speciális, egyedi kialakítású bútorai.”
Gábor, Péter és harmadik testvérük Éva, édesapjuk Veres Lajos belsőépítész, formatervező, érdemes művész.
Veres Lajos élete végéig a stúdió tiszteletbeli tagja és tanácsadója volt.